# Корг Тритон
Корг Тритон je музичка радна станица објављена 1999. године, која поседује дигитални семплер и музички секвенцер. Користи коргов HI Synthesis тон генератор који је био доступан у неколико модела са бројним могућностима надоградње. Тритон је постао главна конкуренција осталим произвођачима, те је имао широку примену у музичким спотовима, као и на концертима уживо. На НАММ 2007. Корг је прогласио Korg M3 својим наследником.

## Историја
Корг Тритон серија сматра се наследником раније серије Korg Trinity радних станица. Естетски и функционално ове станице су врло сличне. Korg Triton Classic наследио је Trinity-ове планове о именовању Pro и Pro X које су означене за моделе које садрже 76 и 88 тастера.
Оригинални тритон је увео многа побољшања у односу на његовог претходника Trinity, попут полифоније са 62 ноте, уграђеног семплера, бржег оперативног система и више контрола. Међутим изгубио је звучне записе секвенцера, дигитални улаз и излаз, дигитални филтер је смањен што ограничава синтезу засновану на семплеру. Оригинални семплови клавира, скупих синтеза и музичких радних станица били су предмет још веће критике, на то можемо додати и интегрисану РАМ меморију. Код узастопних модела су неки од ових недостатака исправљени додавањем нових функција, као што је дигитална повезаност и побољшање самих звукова клавира. Филтер за синтезу звукова никада није побољшан. На каснијим ревизијама Triton Studio-а додата је могућност снимања аудио звука у две траке, док је Triton Extreme додао подршку за праћење семпловања, што омогућава снимање стерео семплова у контексту са миди секвенцером и аутоматким активирањем семплова на њихове подразумеване локације у низу репродукције. Иако је мање робусно у функцији и пракси, семпловање у праћењу ублажило је недостатак пуног аудио записа у Triton Extreme.

## Модели

### Classic
Оригинални тритон објављен је 1999. године, а каснији модели објављени су под називом „Classic” .Опције које су купцима биле на располагању садржале су MOSS плочу, SCSI интерфејс, две EXB-PCM плоче за проширење и 64mb рама. Поседовала је тастатуру од 61 тастера.

### ProиPro X
Pro варијанта је била радна станица са 76 тастера, док је Pro X била радна станица са 88 отежаних тастера.

### Rack
Korg Triton Rack је била најпопуларнија верзија тритона. Од кад су га музичари користили као звучни модул, а не као музичку радну станицу, где је била потребна посебна тастатура како бисмо га користили преко миди-ја. Дизајниран је са различитим способностима. Превелики екран на додир замењен је мањим графичким LCD екраном. Иако није била опремљена тастатуром, имала је предност смештања до осам EXB плоча која садрже додатне звукове и уграђени S/PDIF дигитални излаз. Такође је подржавала EXB-DI „Digital Interface” плочу која пружа ADAT излаз и Word Clock, или EXB-mLAN опцију са mLAN излазом.

### KARMA
Korg Triton KARMA произведена 2001. године, имала је технлогију тритон синтезе са два PCM слота и MOSS слотом, али без функције семпловања. Уместо тога, укључује се специјализованији систем KARMA. Доступна је у верзији са 61 тастером.

### Le
Korg Triton Le, прозизведен 2002. године, је била модернија верзија оригиналног тритона. Користи мањи екран који није осетљив на додир, сличан Triton Rack-u. Флопи дискета је уклоњена али је додат слот за Smartmedia картицу. Сами тастери су били полуотежани за разлику од оних које се користе на оригиналном тритон асортиману, а магистрала за ефекте је смањена са пет уметаних ефеката на један. MOSS, плоча базирана на Z1 технологији се не може поставити на Triton Le. Ипак су задржане функционалности ориганлног секвенцера. Семплове је било могуће убацити преко Smartmedia слота који ће директно учитавати у рам меморију без плоче за семпловање. Пуштен је у продају по нижој цени од оригиналног тритон асортимана , Le је био комерцијални успех. Касније је објављено специјално издање Le која садржи црно кућиште, визуелно слично али функционално различито од каснијег TR-а.
Доступне су три верзије Triton Le:
- Triton Le 61 — 61 тастер
- Triton Le 76 — 76 тастера
- Triton Le 88 — 88 отежаних тастера (RH2 Real Weighted Hammer action)

### Studio
Korg Triton Studio, прозиведен 2002. године, садржао је карактеристике Triton Classic модела са додатком S/PDIF улаза и излаза, као и додатну EXB08 плочу која нуди много квалитетнији звук клавира. Инструмент је такође имао простора за седам модула за проширење и могао је да буде опремљен опционим хард диском, CD-RW модулом, EXB-DI плочом са ADAT интерфејсом или EXB-mLAN плочом са mLAN интерфејсом.

### Extreme
Korg Triton Extreme, произведен 2004. године, са многим карактеристикама налик његовог претходника Triton Studio, задржао је једну од најпродаванијих семплова из сетова Trance Attack, Orchestral Collection и Vintage Archives, као и најпопуларнијих звукова из Dance Extreme, Studio Essentials и Pianos/Classic Keyboards колекције. PCM подаци који нису доступни ни на једном другом тритон моделу су такође обухваћени побољшаним клавиром и акустичним гитарама. ROM меморија је надограђена са 34mb на 160mb. Помоћу вакуумских цеви и аналогно појачавајућег транзистора добијамо нешто топлији звук гитаре и могућност добијања реалистичне дисторзије. Ова метода се показала посебно корисном за звукове који припадају групи Pad и Organ, као и за додавање дубине и реализма звукова клавира. За разлику од претходних тритон-а, који су били сребрно-беле боје, Extreme је дошао у тамноплавој боји. Као Triton Classic и Studio, Triton Extreme поседује екран осетљив на додир, заједно са дугмићима и командама. USB интерфејс омогућава комуникацију са рачунаром за размену семплова, звучних програма и других датотека компатибилних са тритон-ом. Подржане су CompactFlash и microdrive картице до 8GB, негирајући потребу да шаљу семплове директно у рам меморију. USB порт је такође дозвољавао контролу над софтерским синтезама и апликацијама преко миди-ја. Међутим, за разлику од верзија Classic, Studio и Rack, Extreme није могао бити опремљен са модулом за семплове јер је већ имао модул за ROM проширење. Био је компатибилан са MOSS плочом и поседовао је 96mb меморије за семплове. SCSI, mLAN и ADAT интерфејси нису били укључени, али су инсталирани оптички стерео S/PDIF улаз и излаз.
USB конектор типа А може да се користи за повезивање хард диска или цд уређаја за прављење музичких ЦД-ова и учитавања библиотеку семплова AKAI формата. Секвенцер је унапређен како би се олакшало семпловање у пратњи.

### TR
Korg TR, произведен 2006. године, је био веома сличан моделу Triton Le. TR поседује проширени ROM и додатне програме и комбинације. Такође поседује USB кабл за повезивање и комуникацију са рачунаром. TR такође садржи слот за SD картицу. Квалитет клавира је побољшан у поређењу са претходним клавијатурама Classic i Le.

### MicroXиX50
MicroX и X50, произведени 2007. године, били су више оријентисани на доњи крај тржишта и према томе, имали су мање карактеристика и комбинација. Садржали су исти HI тон генератор звука који се већ налазио на Korg TR-у са продуженим ROM-ом. X50 је поседовао проширени и унапређени ROM као и TR, док се MicroX тај проширени ROM утрошио на семплове бубња и удараљки. Ове две клавијатуре нису имале способност секвенцирања или проширења TR-a. USB веза је била доступна за миди контролу велике брзине, али некомпатибилност са осталим тритон-има је смањила употребу сетова за те клавијатуре. Главна разлика између две клавијатуре је била у скалама и контролном распореду. X50 је клавијатура са 61 тастером, џојстиком и модулационим точкићима. MicroX је имао само 25 тастера са џојстиком, ни једна није подржавала функцију aftertouch. Обе су имале софтвер за уређивање звукова као и додатак за DAB контролу, омугућавајући убацивање и избацивање семплова са тритон-ом. Слично Le и TR, могу се доделити само један прелаз ефекат и два мастер ефекта.

### TritonTaktile
Korg Triton Taktile је клавијатура која се напаја преко USB-а, садржала је 512 програма из оригиналних фабричких сетова Korg Classic. Корг је ову клавијатуру нудио својим купцима у верзији од 25 и 49 полу-отежаних тастера (semi-weighted keys) без функције aftertouch. Поседује екран на додир који је наследио од Kaossilator-а који омогућава пуштање мелодије користећи само један прст, падове осетљиве на брзину (16 на моделу са 49 тастера, 8 на моделу са 25 тастера) који омогућава генерисање акорда на тастеру и скали по вашем избору. Аудио излаз је стерео 1/8" мини прикључак за слушалице. Звукови се не могу уређивати, раздвајати, а репродукција је моно-тибална.

## Карактеристике
Сви модели, осим Triton Rack, X50, MicroX, KARMA и Taktile, били су доступни у конфигурацијама са 61, 76 и 88 тастером. Такође би могли да буду надограђени експанзионим плочама за додатне звукове. Само Triton Le није пружио ову могућност. Triton Classic, Extreme и Studio са екраном осетљив на додир. KARMA, Le и Rack су, међутим, имали конвенционалнији дисплеј.
| Модел          | Година производње | Величина ROM меморије у MB | Карактеристике | Полифонија   | Број тастера |
| -------------- | ----------------- | -------------------------- | --- | ------------ | ------------ |
| Triton         | 1999.             | 32                         | секвенцер, семплер | 62           | 61/76/88     |
| Triton Rack    | 2000.             | 32                         | семплер | 60           | Нема         |
| KARMA          | 2001.             | 32                         | секвенцер, KARMA | 62           | 61           |
| Triton Le      | 2002.             | 32                         | секвенцер 16 трака МИДИ, семплер (опционо)                                                                                           | 62           | 61/76        |
| Triton Le 88   | 2002 .            | 32 + 16 (клавир банка)     | секвенцер 16 трака МИДИ, семплер (опционо)                                                                                           | 62           | 88           |
| Triton Studio  | 2002.             | 32 + 16 (клавир банка)     | секвенцер, S/PDIF, ЦД-РОМ, хард диск опција                                                                                          | 60 × 2 банке | 61/76/88     |
| Triton Extreme | 2004 .            | 160                        | секвенцер, Valve Force circuitry (using a 12AU7 „Russian Bullet” tube), USB МИДИ линк, CF card slot, семплер са in-track семпловањем | 60 × 2 банке | 61/76/88     |
| TR 61/76/88    | 2006-07.          | 64                         | секвенцер, USB МИДИ линк, SD картице, 64mb PCM, семплер (опционо)                                                                    | 62           | 61/76/88     |
| MicroX         | 2007.             | 64                         | USB МИДИ линк, 64mb PCM: 32mb Triton Classic + 32mb unique, Editor Program Librarian software and Plugin (VST)                       | 62           | 25           |
| X50            | 2007.             | 64                         | USB МИДИ линк, 64mb PCM: исти као на TR-у, Editor Program Librarian software and Plugin (VST)                                        | 62           | 61           |

## Доступност
Осим Triton Taktile, произвођач је укинуо све моделе Korg Triton модела. Данас се најбоље тритон банке могу наћи на корговом веб сајту као преносиви програми за радну станицу Korg KROME, Korg Pa4x професионални аранжер, KRONOS, као и звучну банку у апликацији за пуну верзију корг звучног модула за IOS.